# Rákoš
Rákoš es un municipio situado en el distrito de Revúca, en la región de Banská Bystrica, Eslovaquia. Tiene una población estimada, en octubre de 2022, de 395 habitantes.
Está ubicado al este de la región, en la cuenca hidrográfica del río Sajó —un afluente derecho del río Tisza— y cerca de la frontera con la región de Košice.

## Demografía
| Año        | 1994 | 2004    | 2014    | 2024    |
| ---------- | ---- | ------- | ------- | ------- |
| Población  | 382  | 413     | 428     | 402     |
| Diferencia |      | +8,11 % | +3,63 % | −6,07 % |

| Año        | 2023 | 2024    |
| ---------- | ---- | ------- |
| Población  | 405  | 402     |
| Diferencia |      | −0,74 % |